# Commandos 2: Men of Courage
Commandos 2: Men of Courage is een real-time tactics-computerspel, waarvan de uitgever Eidos Interactive is. In het spel vecht je tijdens de Tweede Wereldoorlog met een groep geallieerde soldaten tegen de nazi's. Elke soldaat is gespecialiseerd en heeft speciale eigenschappen. De missies spelen zich af achter de vijandelijke linies in verschillende gebieden over de gehele wereld.

## Personages
- Butcher, alias Green Beret, is de vechtmachine van je squad. Hij is gespecialiseerd in het uitschakelen van vijanden.
- Duke, alias Sniper, is de scherpschutter.
- Fins, alias Diver, is zowel waterspecialist als vechtmachine. Hij kan duiken, messen gooien en speciale acties in/rondom/onder water. Ook kan hij watervoertuigen besturen.
- Fireman, alias Sapper, is explosievenexpert. Hij kan alles wat met bommen en explosieven te maken heeft handlen. Granaten, mijnen, dynamiet etc.
- Brooklyn, alias Driver, is gespecialiseerd in het besturen van (gepanserde) voertuigen.
- Frenchy, alias Spy, is een spion. Hij kan, mits hij een vijandelijk pak aanheeft, tegenstanders afleiden. Ook heeft hij de beschikking over een vergiftigingsinjectie.
- Lips, alias Natasha, is een infiltrant. Ze is het enige vrouwelijke teamlid. Ze kan mits ze een speciaal pak aanheeft, tegenstanders afleiden en een scherpschuttersgeweer gebruiken.
- Lupin, alias Thief, is een dief. Hij kan supersnel kruipen en lopen. Ook kan hij vijanden bestelen, kisten openen met speciale sleutels, en dingen beklimmen.

## Missies
Er zijn een tiental missies. Er zijn een aantal missies die in elkaar overlopen. Sommige ook niet. Tijdens elke missie kunnen er bonussen worden verzameld. Deze bonussen geven je de mogelijkheid om bonusmissies te spelen. Deze missies zijn kleiner, en kunnen qua moeilijkheid zeer uiteenlopend zijn.
Missie 1: Night of the wolves. Team: Lupin (dief)& Natasha. Bewapening: Lupin & Natasha hebben geen wapens. De enige manier om door het kamp te komen is om de tegenstanders buiten westen te slaan/schoppen. Alleen Lupin kan dit van de twee.
Weer: Droog, Nacht.
Locatie: Haven in de buurt van La Rochelle.
Situatie: Lupin heeft de opdracht om in te breken in een haven in de buurt van La Rochelle (Frankrijk). Lupin heeft de opdracht om de enigma codeermachine te stelen. Tijdens de missie zal blijken dat er een onderzeeboot van de Royal Navy ligt in een van de hangers van de Duitsers.
Missie 2: Das boot, Silent killers. Team: Butcher,Fins, Fireman, Frenchy & Lupin. Bewapening: iedereen is voorzien van wapens, behalve Lupin.
Weer: Zonnig, overdag.
Locatie: Haven in de buurt van La Rochelle.
Situatie: De nacht van missie 1 is overgegaan in dag. Lupin heeft aan HQ doorgegeven dat er een Britse onderzeeboot in de haven ligt. Fins, Fireman Frenchy & Lupin hebben de opdracht om de onderzeebootbemanning te bevrijden en de onderzeeboot weer mee te nemen naar de internationale wateren. Tijdens de missie zal Butcher zich bij het team voegen. Natasha heeft het kamp verlaten voordat missie twee begonnen is.
Missie 3: White Death. Team: Butcher, Fins, Fireman, Frenchy & Lupin. Bewapening: iedereen is voorzien van wapens, behalve Lupin. 
Weer: Zonnig, overdag.
Locatie: Ergens op het ijs van de poolkap.
Situatie: De onderzeeboot is bevrijd en de onderzeebootbemanning heeft koers gezet naar het noorden. De onderzeeboot is gedwongen naar de oppervlakte te komen, tussen het ijs, in de buurt van een Duitse jager. Iedereen is opgepakt door de Duitsers behalve Fins & Fireman. Fireman weet niet dat Fins ook niet is opgepakt. Fins moet contact leggen met Fireman. Daarna kunnen ze de rest van het team bevrijden.
Missie 4: Target Burma. Team: Butcher, Duke, Brooklyn & Lupin. Bewapening: iedereen is voorzien van wapens, behalve Lupin.
Weer: Zonnig, overdag.
Locatie: Myanmar.
Situatie: Deze vier commando's moeten met behulp van de eerste Indiase commandogroep een hoge officier elimineren.
Missie 5: Bridge over the river Kwai. Team: Butcher, Fins, Brooklyn & Lupin. Bewapening: iedereen is voorzien van wapens, behalve Lupin.
Weer: Zonnig, overdag.
Locatie: Vlak bij een brug over de rivier Kwai.
Situatie: Deze vier commando's moeten een brug opblazen waardoor een trein met goederen vernietigd wordt. (Detail: in het echt is de brug nooit vernietigd.)
Missie 6: The Guns of Savo Island. Team Butcher, Fins, Fireman & Brooklyn.
Bewapening: Iedereen is voorzien van wapens.
Weer: Zonnig, overdag.
Locatie: Savo
Situatie: Het doel in deze missie is het onklaar maken van een serie kanonnen op het eiland Savo, nabij Guadalcanal. Tijdens de missie kan de hulp worden ingeroepen van Wilson, een schipbreukeling die al lang op het eiland verblijft, die met zijn trompet de Japanse soldaten af kan leiden. Ook moet een piloot worden bevrijd en een gouden beeld van een aap worden gestolen. Tot slot moeten alle commando's en de piloot zich aan boord van een watervliegtuig voegen.
Missie 7: The giant in Haiphong. Team: Butcher, Fireman, Natasha & Lupin. Bewapening: iedereen is voorzien van wapens, behalve Lupin.
Weer: Zonnig, overdag.
Locatie: Een haven in Indochina (het huidige Vietnam).
Situatie: Doel is om op een vliegdekschip te komen, en deze op open zee te verraden zodat Amerikaanse vliegtuigen hem kunnen vernietigen.
Missie 8: Saving private Smith. Team: Butcher, Duke, Fireman & Lupin. Bewapening: iedereen is voorzien van wapens, behalve Lupin.
Weer: regen, overdag.
Locatie: Cherbourg-Octeville Normandië
Situatie: Bevrijd een divisie soldaten die vast zitten en zich een weg naar buiten proberen te vechten. In het begin worden Butcher, Duke & Fireman opgepakt door Duitsers en moet Lupin ze bevrijden.
Missie 9: Castle Colditz. Team: Butcher, Duke, Brooklyn & Frenchy. Bewapening: iedereen is voorzien van wapens.
Weer: Zonnig, overdag.
Locatie: Het Colditz-kasteel in het oosten van Duitsland.
Situatie: In deze missie is het de bedoeling in Lupin te bevrijden uit de greep van de Duitsers. Hij is betrapt toen hij probeerde geheime documenten te stelen van hoge officieren. Bevrijd Lupin, en steel de geheime documenten.
Missie 10: Is Paris Burning? Team: het hele team doet mee aan deze missie.
Weer: Zonnig, overdag.
Locatie: Parijs.
Situatie: De Eiffeltoren zit vol met explosieven. Zorg ervoor dat de Eiffeltoren gespaard blijft door de explosieven te saboteren. Je moet ook nog contact maken met Lips (Natasha) voor meer informatie.

## Trivia
- Het spel is opgenomen in het boek 1001 Video Games You Must Play Before You Die van Tony Mott.